# Chalciope isosceles
Chalciope isosceles är en fjärilsart som beskrevs av W. Warren 1903. Chalciope isosceles ingår i släktet Chalciope och familjen nattflyn. Inga underarter finns listade i Catalogue of Life.